# 北子暗沙
北子暗沙位于南沙群岛北部，双子群礁北部，北子岛与东北暗沙之间，最浅处水深约8米。1983年中国地名委员会公布的标准名称为“北子暗沙”。西方文献一般称为“Iroquois Ridge”。